# Philippe Leclerc

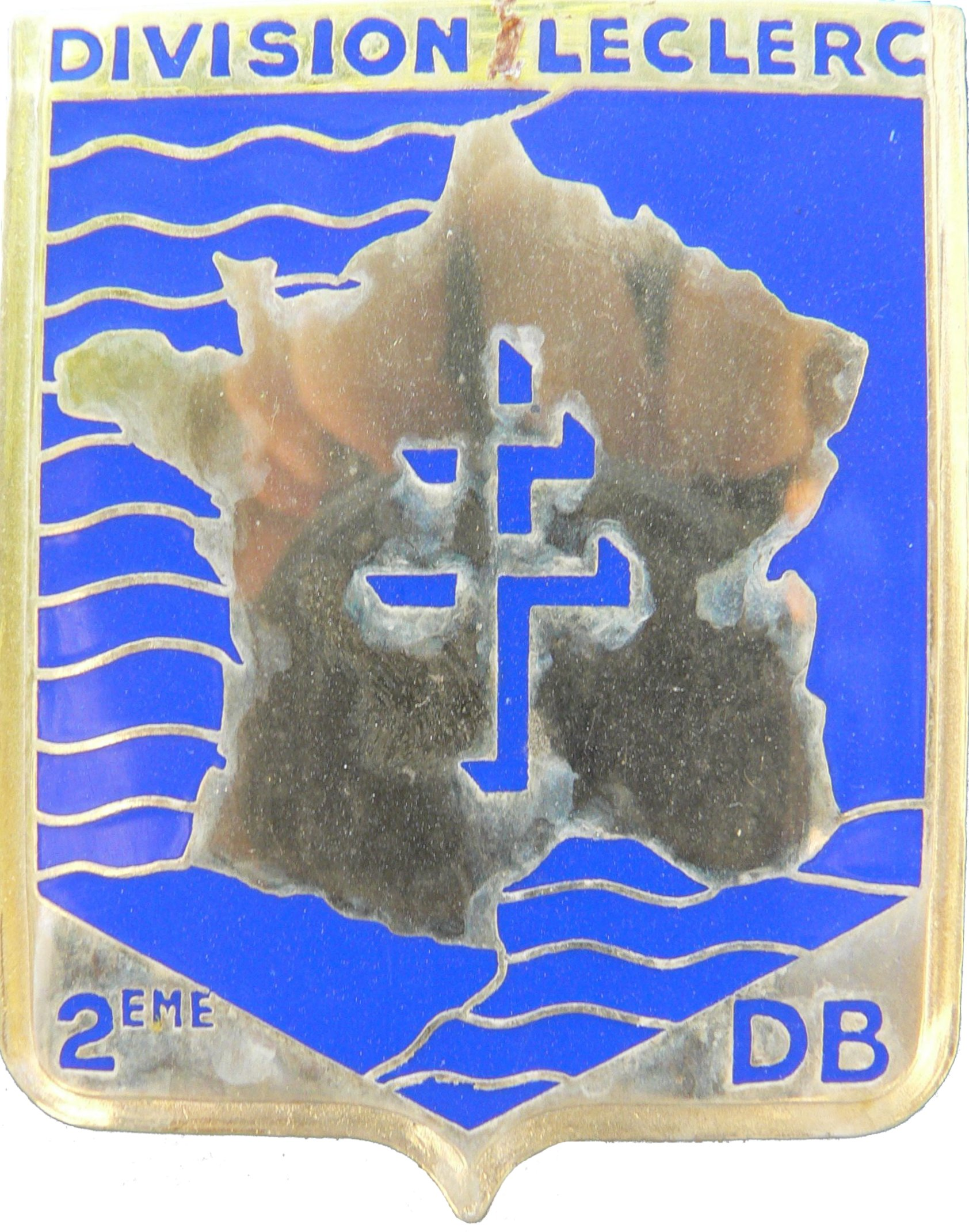
Însemnele Diviziei a 2-a blindată (2ème D.B.) comandată de Leclerc.

Philippe Leclerc de Hauteclocque (n. 22 noiembrie 1902 - d. 28 noiembrie 1947), a fost un general francez din timpul celui de-Al Doilea Război Mondial. A fost avansat postmortem la gradul de Mareșal al Franței în anul 1952.
El s-a născut ca Philippe François Marie, conte de Hauteclocque, dar și-a schimbat numele în 1945 pentru a încorpora pseudonimul din timpul când a luptat în rezistența franceză Jacques-Philippe Leclerc. În Franța este cunoscut de obicei doar cu numele Maréchal Leclerc.

## Biografie
Leclerc s-a născut la 22 noiembrie 1902, în Belloy-Saint-Léonard, Somme, Franța, ca fiu al lui  Adrien, conte de Hauteclocque (1864-1945) și al lui Marie-Thérèse van der Cruisse de Waziers (1870-1956). Vacanțele copilăriei și le-a petrecut în satul pescăresc Audresselles, Pas-de-Calais. A fost admis la École Spéciale Militaire de Saint-Cyr, pe care a absolvit-o în 1924 și a intrat în rândul corpului ofițeresc al armatei franceze în același an. În 1937 a fost avansat la gradul de căpitan, în august 1941 la cel de general de brigadă înar în 1943 la cel de general maior.
În timpul celui de-Al Doilea Război Mondial s-a alăturat Forțelor Libere Franceze. Charles de Gaulle l-a numit guvernator al Africii Franceze Ecuatoriale și al Camerunului Francez, funcții pe care le-a îndeplinit între 29 august până pe 12 noiembrie 1940. A fost numit la comanda coloanei care au atacat forțele Axei din Chiad. S-a distins în luptele din Tunisia. A luptat în cadrul Operațiunii Overlord, comandând Divizia a 2-a blindată franceză de pe plajele Normandiei până la Paris, la eliberarea căruia a contribuit. Anumiți cercetători afirmă că generalul George S. Patton a fost oprit de către Dwight D. Eisenhower să se îndrepte cu trupele sale spre capitala Franței, pentru a acorda lui Leclerc și oamenilor săi posibilitatea de a apărea drept eliberatori ai Parisului. Părerea împărtășită de cei mai mulți istorici militari este aceea conform căreia Comandantul suprem aliat a evitat pur și simplu să atace Parisul, fiind interesat mai degrabă de o avansare rapidă spre Berlin, pe care spera să-l cucerească mai înainte de sosirea Armatei Roșii în regiune. În aceste condiții, De Gaulle ar fi făcut presiuni asupra lui Eisenhower să permită lui Leclerc și diviziei sale să acorde ajutor insurecției parizienilor.
Generalul Leclerc a fost cel care a acceptat capitularea garnizoanei germane din Paris și a comandantului ei, generalul Dietrich von Choltitz. Divizia a 2-a blindată franceză a continuat sub conducerea lui Leclerc luptele împotriva germanilor, eliberând Strasbourgul și participând la ofensiva aliată până în Alpii Bavarezi. În mai 1945 a fost decorat cu Légion d'honneur. În același an și-a schimbat în mod oficial numele în Jacques-Philippe Leclerc, adăugând pseudonimul din timpul luptei în rândurile rezistenței.
În perioada când s-a aflat la comanda Forțelor franceze Orientul Îndepărtat, corpul expediționar francez a acționat în forță începând din octombrie 1945,  mai întâi în Vietnam, unde a luptat împotriva Vietminhului.
Au existat încercări de negociere cu vietnamezii, care au eșuat în cele din urmă. Generalul Leclerc, care s-a reîntors la Paris din Vietnam, a declarat că: „anticomunismul va fi o unealtă nefolositoare dacă nu se rezolvă problema naționalismului”. Generalul Leclerc a fost înlocuit cu Jean-Etienne Valluy. Leclerc a murit în 1947 într-un accident de avion lângă Colomb-Béchar, Algeria.

## Uciderea unor prizonieri de război francezi
12 soldați (după unele surse doar 11) voluntari francezi din Divizia a 33-a SS Grenadieri  "Charlemagne", care luptaseră pe frontul de est, au fost la început spitalizați, după care au fost transferați într-un lagăr de prizonieri, dar au fost arestați de soldații de sub comanda lui Leclerc. Leclerc i-a declarat „trădători” și a ordonat să fie executați. Trupurile celor împușcați  au fost lăsate zăcând la locul execuției și au fost îngropate de soldații americani. Ordinul lui Leclerc constituie crimă de război

## Onoruri postmortem
În cinstea mareșalului Leclerc, unul dintre modelele tancurilor folosite de armata franceză a primit numele său.
În cartierul Petit-Montrouge din arondismentul al XIV-lea al Parisului a fost edificat un monument în cinstea lui Leclerc.
În Paris, două străzi poartă numele lui Leclerc: „Avenue du Général Leclerc”  și „Rue du Maréchal Leclerc”.